# Argusto
Argusto (tiếng Hy Lạp: Argystos) là một đô thị ở tỉnh Catanzaro trong vùng Calabria thuộc Ý.
Argusto giáp các đô thị: Cardinale, Chiaravalle Centrale, Gagliato, Petrizzi.